# Paul A. Baran
Para el precursor de internet, ver Paul Baran
Paul A. Baran (1910 - 1964) fue un economista estadounidense conocido por sus puntos de vista marxistas. Nació en Rusia, pero hizo su carrera académica en Estados Unidos. Fue profesor en la Universidad de Stanford desde 1949 hasta 1964, cuando murió de un ataque cardiaco. A veces se le ha asociado a la escuela de pensamiento neo-marxista.
Baran nació en la Rusia Imperial. Su padre Abram Baran, era un médico menchevique natural de Vilna (Polonia), casado con Rosaly Braude, nacida en Riga. Tras la Revolución de Octubre, los padres de Paul Baran deciden abandonar Rusia y establecerse en Polonia, adoptando esa nacionalidad en 1921. Desde Vilna la familia se trasladó a Dresde. En 1925 sus padres deciden regresar a Moscú, pero Paul se quedó en Alemania para terminar su escuela secundaria. En otoño de 1926 asistió al Instituto Plejánov de Economía de la Universidad de Moscú. En 1928 regresó a Alemania para trabajar como auxiliar de investigación de Friedrich Pollock, en el Instituto de Investigación Social de Frankfurt. Recibió el Diplom-Volkswirt (título de grado en la economía política, equivalente a un título de maestría) en 1931 de la Schlesische Friedrich-Wilhelm Universidad de Breslau. El siguiente escribió una disertación bajo Emile Lederer en la planificación económica, y recibió su doctorado de la Universidad de Berlín en 1933. Durante estos años en Alemania, conoció a Rudolf Hilferding, autor de “El capital financiero” y escribió bajo el seudónimo de Alejandro Gabriel para el periódico “Die Gesellschaft”, órgano del Partido Socialdemócrata Alemán (SPD).
Tras la llegada del régimen nacionalsocialista llegó al poder, Baran se estableció en París y tras una breve estancia en la URSS y Vilna, con ocasión del pacto Molotov – Ribbentrop y justo antes de la invasión nazi de Polonia, emigró a los Estados Unidos, donde se inscribió en Harvard y recibió un título de maestría. A falta de fondos, abandonó el programa de doctorado y trabajó para el Instituto Brookings y luego por la Oficina de Administración de Precios y luego la Oficina de Servicios Estratégicos. Trabajó a las órdenes de John Kenneth Galbraith en el Strategic Bombing Survey (USSBS). En 1946 comenzó a trabajar en el Banco de la Reserva Federal de Nueva York, en el departamento de asuntos británicos y soviéticos, puesto que abandonó en 1949 para trabajar en la Universidad de Stanford.
Se casó con Elena Djatschenko, y tuvo un hijo Nicolás (1952), pero pronto se divorció.
A partir de 1949, fue un participante activo en la formulación de ideas editoriales y opiniones en la revista “Monthly Review”, editada por Paul Sweezy y Leo Huberman. Baran visitó Cuba en 1960, junto con Sweezy y Huberman, y mostró gran simpatía hacia la Revolución Cubana. En 1962 volvió a visitar Moscú, Irán y Yugoslavia. En sus últimos años trabajó en “El capital monopolista” junto con Sweezy aunque falleció antes de que la obra fuera terminada, a causa de un ataque al corazón en 1964. Paul Sweezy se encargaría de culminar la obra en 1964.
Paul Baran estudió en profundidad el problema del desarrollo económico.  Es un precursor de las posteriores teorías de la dependencia.
En el libro de 1957 "La Economía Política del Crecimiento" analizó los motivos del subdesarrollo explicándolo como consecuencia del imperialismo y el colonialismo. Distinguía el papel de los sectores agrícola e industrial en los países subdesarrollados y pensaba que el desarrollo debería venir del sector industrial, pero concluyendo que el desarrollo no era posible por la falta de un mercado interior y por la competencia ejercida por los países desarrollados.
Otros trabajos destacados son: 
- The Political Economy of Underdevelopment: "La Economía Política del Subdesarrollo" (1952)
- The Political Economy of Growth: "La Economía Política del Crecimiento" (1957)
- The Commitment of the Intellectual (1961)
- Monopoly Capital: An essay on the American economic and social order: "Capital Monopolista: Un ensayo de la economía americana y el orden social" (1966), con Paul Sweezy
- The Longer View: Essays toward a critique of political economy (1970)
- The Political Economy of Neo-Colonialism: "La Economía Política del Neocolonialismo" (1975)

Fue colaborador y colega de Paul Sweezy.

## Obras sobre Paul Baran
- "Monopolio e Irracionalidad: Microfundamentos de la Teoría Baran - Sweezy", de J F Bellod.

- Datos: Q968139